# 통해역
통해역(Tonghae station, 統海驛)은 경상남도 창원시 진해구 현동에 위치하는 진해선의 마지막 역이다. 군사보호시설인 대한민국 해군 진해기지사령부 안에 위치하고 있어 평소에 민간인들의 접근이 제한된다. 진해군항제 기간 동안에는 개방된 구간 중에 통해역을 자유롭게 이용할 수 있으나, 이 역 이후 바다 방향으로 이어져 있는 선로는 진해군항제 기간 내에도 민간인의 출입이 제한된다.
예전에는 해군 출·퇴근으로 인해 주말이나 공휴일을 제외하고는 마산역에서 이 역까지 통근열차가 운행하였다. 그러나 2006년 11월 1일 진해선 통근열차가 폐지되면서 여객 취급이 중지된 상태이고, 군항제 기간에는 열차가 임시로 운행한다.

## 역사
- 1961년 1월 1일 : 통제부역(統制府驛)으로 영업 개시 (무배치간이역)[1]
- 1986년 4월 21일 : 통해역으로 개칭[2]
- 2006년 11월 1일 : 통근열차 폐지 및 여객 취급 중지

## 사진

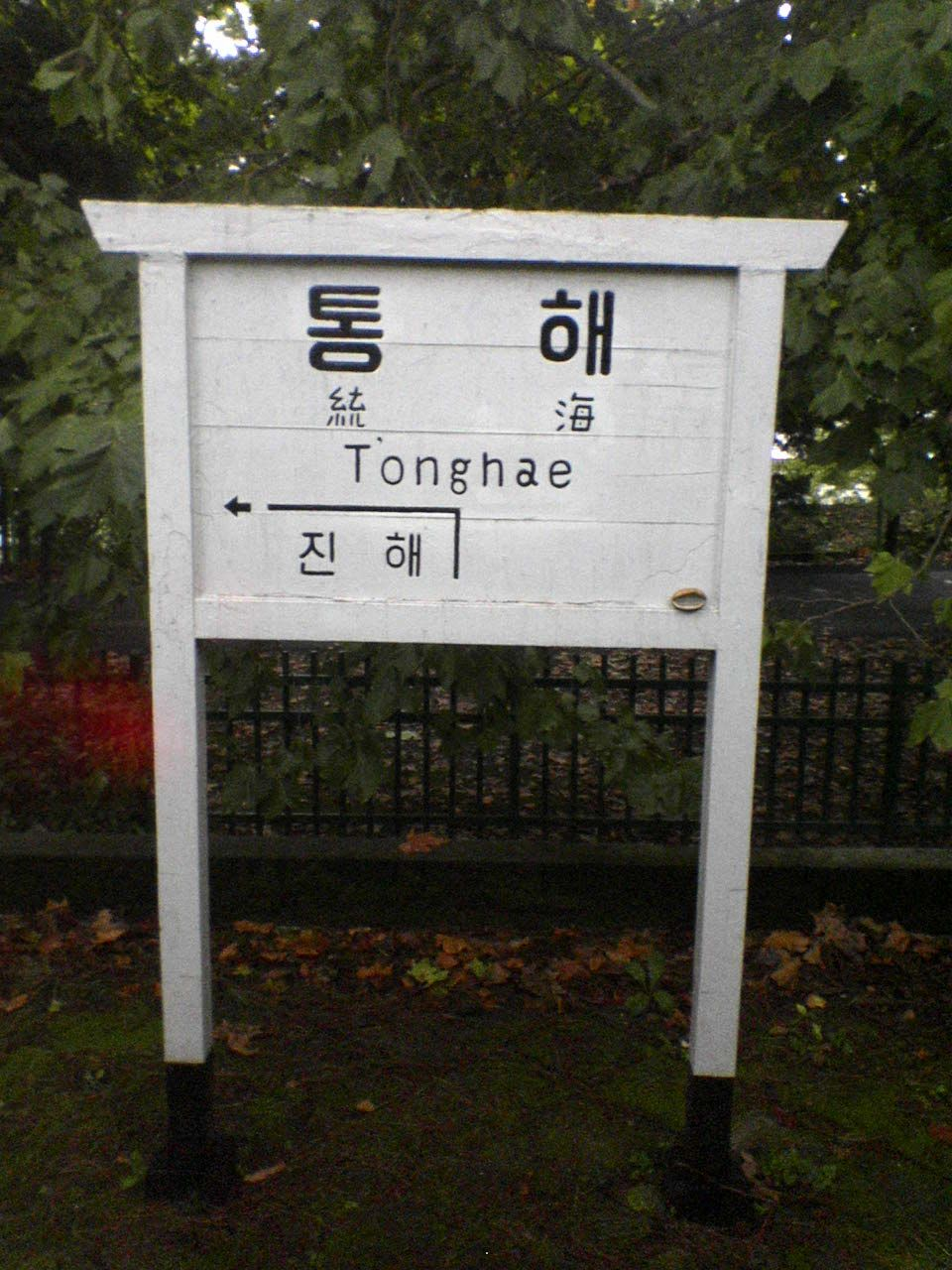
통해역 역명판
(2005년 9월)